# Kovászna megye községeinek listája

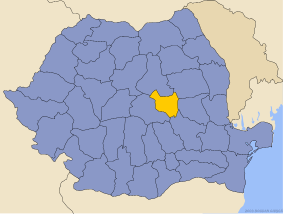
Kovászna megye elhelyezkedése Romániában

Ez a lista  Kovászna megye községeit sorolja fel a magyar elnevezés ábécésorrendjében.
| Magyar név        | Román név      | Terület (km²) | Lakosság 2011-ben (fő) | Községközpont     | Beosztott falvak                                                                  |
| ----------------- | -------------- | ------------- | ---------------------- | ----------------- | --------------------------------------------------------------------------------- |
| Árkos             | Arcuș          | 33,53         | 1519                   | Árkos             | -                                                                                 |
| Bacon             | Bățani         | 220,00        | 4403                   | Nagybacon         | Kisbacon, Magyarhermány, Szárazajta, Uzonkafürdő                                  |
| Barátos           | Brateș         | 33,92         | 1531                   | Barátos           | Orbaitelek, Páké                                                                  |
| Bardoc            | Brăduț         | 173,00        | 4728                   | Bardoc            | Erdőfüle, Olasztelek, Székelyszáldobos                                            |
| Bereck            | Brețcu         | 116,03        | 3550                   | Bereck            | Kézdimartonos, Ojtoz                                                              |
| Bölön             | Belin          | 70,70         | 2859                   | Bölön             | Bölönpatak                                                                        |
| Csernáton         | Cernat         | 129,00        | 3978                   | Csernáton         | Ikafalva, Kézdialbis                                                              |
| Dálnok            | Dalnic         | 110,00        | 956                    | Dálnok            | -                                                                                 |
| Dobolló           | Dobârlău       | 50,36         | 2135                   | Dobolló           | Bélmező, Dobollópatak, Márkos                                                     |
| Előpatak          | Vâlcele        | 59,64         | 4475                   | Árapatak          | Előpatak, Erősd, Hete                                                             |
| Esztelnek         | Estelnic       | 93,11         | 1182                   | Esztelnek         | Csángótelep, Kurtapatak                                                           |
| Gelence           | Ghelința       | 110,00        | 4815                   | Gelence           | Haraly                                                                            |
| Gidófalva         | Ghidfalău      | 42,00         | 2660                   | Gidófalva         | Angyalos, Étfalvazoltán, Fotosmartonos                                            |
| Hídvég            | Haghig         | 30,18         | 2315                   | Hídvég            | Nyáraspatak                                                                       |
| Illyefalva        | Ilieni         | 60,00         | 2036                   | Illyefalva        | Aldoboly, Sepsiszentkirály                                                        |
| Kézdialmás        | Mereni         | 51,96         | 1324                   | Kézdialmás        | Csomortán                                                                         |
| Kézdiszentkereszt | Poian          | 59,26         | 1768                   | Kézdiszentkereszt | Bélafalva                                                                         |
| Kézdiszentlélek   | Sânzieni       | 96,70         | 4582                   | Kézdiszentlélek   | Kiskászon, Kézdikővár, Kézdiszárazpatak                                           |
| Komandó           | Comandău       | 18,35         | 1006                   | Komandó           | -                                                                                 |
| Kökös             | Chichiș        | 20,64         | 1537                   | Kökös             | Kökösbácstelek                                                                    |
| Lemhény           | Lemnia         | 95,05         | 1936                   | Lemhény           | -                                                                                 |
| Maksa             | Moacșa         | 32,82         | 1201                   | Maksa             | Sepsibesenyő                                                                      |
| Málnás            | Malnaș         | n.a.          | 1087                   | Málnás            | Málnásfürdő, Zalánpatak                                                           |
| Mikóújfalu        | Micfalău       | 35,58         | 1805                   | Mikóújfalu        | -                                                                                 |
| Nagyajta          | Aita Mare      | 67,97         | 1715                   | Nagyajta          | Középajta                                                                         |
| Nagyborosnyó      | Boroșneu Mare  | 44,08         | 3097                   | Nagyborosnyó      | Cófalva, Feldoboly, Kisborosnyó, Kispatak, Lécfalva                               |
| Nagypatak         | Valea Mare     | 110,00        | 1051                   | Nagypatak         | -                                                                                 |
| Ozsdola           | Ojdula         | 112,58        | 3519                   | Ozsdola           | Hilib                                                                             |
| Réty              | Reci           | 39,93         | 2304                   | Réty              | Bita, Egerpatak, Szacsva                                                          |
| Sepsibodok        | Bodoc          | n.a.          | 2553                   | Sepsibodok        | Oltszem, Zalán                                                                    |
| Sepsibükszád      | Bixad          | 60,59         | 1799                   | Sepsibükszád      | -                                                                                 |
| Sepsikőröspatak   | Valea Crișului | 27,85         | 2307                   | Sepsikőröspatak   | Kálnok                                                                            |
| Szentkatolna      | Catalina       | 52,44         | 3378                   | Szentkatolna      | Hatolyka, Imecsfalva, Kézdimárkosfalva, Kézdimartonfalva                          |
| Szitabodza        | Sita Buzăului  | 147,53        | 4584                   | Szitabodza        | Almás, Bodzakraszna , Zabrató                                                     |
| Torja             | Turia          | 147,17        | 4027                   | Torja             | Futásfalva                                                                        |
| Uzon              | Ozun           | 82,66         | 4430                   | Uzon              | Bikfalva, Lisznyó, Lisznyópatak, Sepsimagyarós, Szentivánlaborfalva, Vesszőstelep |
| Vargyas           | Vârghiș        | 70,24         | 1647                   | Vargyas           | -                                                                                 |
| Zabola            | Zăbala         | 125,79        | 4597                   | Zabola            | Székelypetőfalva, Székelytamásfalva, Szörcse                                      |
| Zágon             | Zagon          | 66,10         | 5282                   | Zágon             | Papolc                                                                            |
| Zágonbárkány      | Barcani        | 58,18         | 3688                   | Zágonbárkány      | Ladóc, Szaramás                                                                   |